# 아틱 저스티스: 썬더 스쿼드
《아틱 저스티스: 썬더 스쿼드》(Arctic Justice: Thunder Squad)는 미국, 캐나다 등에서 제작된 애런 우들리 감독의 2019년 애니메이션 영화이다. 제러미 레너, 하이디 클룸, 제임스 프랭코 등이 주연으로 출연하였다.
2019년 11월 1일 엔터테인먼트 스튜디오스를 통해 캐나다와 미국에서 개봉하였다. 박스오피스 봄이었으며 각본, 유머, 애니메이션 부분에서 부정적인 평가를 받았다.
한국에서는 《스노우폭스: 썰매개가 될꺼야!》로 2023년 11월 23일에 개봉하였다.

## 출연

### 주연
- 제러미 레너
- 앨릭 볼드윈
- 하이디 클룸
- 존 클리즈
- 앤젤리카 휴스턴
- 제임스 프랭코
- 오마르 시
- 마이클 매드슨
- 로리 홀든